# Раївка (Молодечненський район)
Раївка (біл. вёска Раёўка) — село в складі Молодечненського району Мінської області, Білорусь. Село підпорядковане Красненській сільській раді, розташоване в західній частині області.

## Історія
У 1921–1945 роках село знаходилось у Польщі, у Вільнюській губернії, Вілейського повіту, гміні Хотеньчиці.

## Населення
- 1921 рік - 104 люди, 14 будинки[1].
- 1931 рік - 327 люди, 19 будинки[2].